# Vertu
Vertu — британская компания, созданная в 1998 году как филиал компании Nokia для производства сотовых телефонов высшего класса.
Модели выполняются из золота, платины, сплава Liquidmetal, титанового сплава, полированной стали высокой твёрдости, и позиционируются как аппараты высшего ценового сегмента. Принадлежит кипрской компании Baferton Ltd.

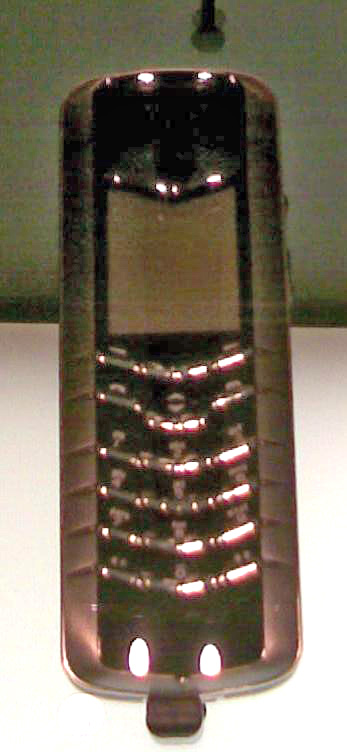
Vertu Signature

Телефоны Vertu производят в Черч-Крукхем (Великобритания). Центральный офис компании находится в Черч Крукхем с представительствами в Париже, Нью-Йорке, Беверли-Хиллз, Сингапуре, Франкфурте и Гонконге.
Генеральным директором является Массимильяно Польяни, главным дизайнером — Франк Нуово.
Особенностью Vertu является то, что все модели собираются вручную, а на каждом из телефонов всегда присутствует подпись сборщика в виде гравировки на внутренней части корпуса.

## О названии
Слово vertu (фр. vertu — «добродетель, достоинство») в XVIII и XIX веках стало ассоциироваться с небольшими ювелирными изделиями, которые люди носили у себя в карманах (портсигары, табакерки). По мнению создателей телефона, исторические параллели были понятны целевой аудитории .

## История
- 1997 — Франк Нуово (англ. Frank Nuovo) начинает разработку телефонов новой марки. В команду также вошли сотрудники Nokia инженер Хатч Хатчинсон (англ. Hutch Hutchinson, позднее он стал главным инженером Vertu), и президент компании Найджел Личфилд (англ. Nigel Litchfield), занимавший в Nokia пост старшего вице-президента по операциям в Азиатско-Тихоокеанском регионе.
- 1999—2000 — поиск решений большинства технологических вопросов и поиск поставщиков. К середине 2000 года полностью доработан логотип будущего телефона, есть офис и производственные площади.
- 2001 — тестируются отдельные компоненты прототипа: разрабатывается звуковая система, выбираются динамики (задача — дать понять окружающим, которые не видят телефона, что это играет Vertu), записывается оригинальная мелодия «Sandpiper». В марте собран первый прототип. В октябре компания получила право ставить пробу на корпусах своих телефонов — впервые в истории пробирная палата выдала знак производителю электроники для электронного устройства.
- 2002 — в январе прошла презентация в здании Музея современного искусства в Париже, на которой присутствовало 900 приглашённых. На момент показа у Vertu не было полностью работающих прототипов. В августе начались продажи телефонов Signature. Первый рабочий телефон с номером 1 на корпусе получил Франк Нуово. В 2002 году у компании есть два магазина и около 20 точек присутствия. В декабре сформирована команда, которая начала работу над прототипом аппарата Ascent.
- 2004 — презентация Ascent — второго аппарата от Vertu (высокотехнологичные материалы, вставки из кожи, стоимость от 4500 €). В этом же году линейка расширена новыми цветовыми решениями — красным, синим и жёлтым (сходство с популярными цветами спортивных машин, позднее была выпущена ограниченная серия Ascent Racetrack Legends с гравировкой в виде трасс «Формулы-1» на задней крышке аппарата)[4].
- Весной 2012 года Financial Times сообщила, со ссылкой на источник, близкий к компании, что Nokia ведёт переговоры о продаже 90 % активов компании частной акционерной компании Permira. Позже стало известно, что Vertu была продана шведской инвестиционной компании EQT Partners AB. Сумму сделки Nokia не озвучила, но, по последним сведениям, она составила 200 миллионов евро[5]. Сделка состоялась летом 2012 года.
- В феврале 2013 года компания представила свой первый смартфон на платформе Android — Vertu Ti (англ.)[6][7].
- В октябре 2013 года компания представила смартфон Vertu Constellation.
- В июле 2014 года был представлен четырёхъядерный смартфон представительского класса Signature Touch[8].
- В октябре 2014 года компания представила более доступный смартфон Vertu Aster[9].
- В ноябре 2014 года Vertu объявила о начале сотрудничества с компанией «Бентли». Заявлено о плане выпустить пять телефонов в рамках совместного проекта Vertu for Bentley.
- В 2015 было объявлено что EQT продала свою долю в Vertu гонконгскому холдингу Godin Holdings.[10][11]
- В марте 2017 Godin Holdings продаёт компанию турецкой Baferton Ltd., базирующейся на Кипре.
- В июле 2017 года объявили о закрытии производственных мощностей Vertu в Британии и потере работы для 200 специалистов.

За время существования производителю удалось продать около полумиллиона аппаратов; Россия была для Vertu одним из ключевых рынков.
- Мурат Хакан Узан, скандальный турецкий строительный предприниматель, член клана Узанов (в 2003 году имущество данного семейства в Турции конфисковали по обвинению в мошенничестве), который приобрёл Vertu весной 2017 года в надежде перезапустить производство, сохранит за собой права на технологические разработки компании.
- В октябре 2018 нынешний владелец марки, кипрская компания Baferton (владелец — Мурат Хакан Узан), анонсировала новое устройство этой марки.[12]
- В мае 2020 года завод и офисы Vertu, пустующие с июля 2017, были снесены, на их месте предполагалось построить торговый центр[13].

## Модели
Самая дорогая модель, выпущенная компанией, — Boucheron Cobra стоимостью 217 000 €. Самая дорогая серийная модель — Signature Diamond (62 000 €).
Для телефонов из коллекций Signature и Ascent было изготовлено и протестировано около 940 деталей. В оформлении верхней части передней панели телефонов Vertu используется стилизованная литера «V». Её же контуры используются в форме дисплея и клавиатуры. Британский производитель представил ограниченную коллекцию новых телефонов, которые впору сравнивать с произведениями искусства. Vertu совместно с французскими ювелирами из Boucheron создали восемь смартфонов, каждый из которых украшен рубинами и изумрудами. При этом корпус телефона обвивает змея из драгоценных камней. Стоимость такого телефона составит 360 000 долларов. Доставлять такой образец покупателям будут на вертолёте.

## Рингтоны
Самой известной мелодией звонка данной марки является мелодия «La resa dei conti» из фильма 1965 года с Клинтом Иствудом «На несколько долларов больше», написанной Эннио Морриконе.
Рингтон для Signature был написан оскаровским лауреатом Дарио Марианелли, автором многих саундтреков (например, «Гордость и предубеждение»).